# Arie van Vliet
Arie Gerrit van Vliet (ur. 18 marca 1916 w Woerden, zm. 9 lipca 2001 tamże) – holenderski kolarz torowy, dwukrotny medalista olimpijski oraz wielokrotny medalista mistrzostw świata.

## Kariera
Igrzyska w Berlinie w 1936 roku były jego jedynym występem olimpijskim. Triumfował na dystansie 1 km ze startu zatrzymanego i był drugi w sprincie. Medale mistrzostw świata, najpierw amatorów, a następnie zawodowców, na przestrzeni ponad 20 lat (1934-1957). W 1934 i 1935 był drugi w sprincie na mistrzostwach świata, w 1936 triumfował. W 1937 przeszedł na zawodowstwo. W 1938 zdobył swój pierwszy tytuł mistrza świata w sprincie, w rywalizacji profesjonalistów. Pokonał Belga Jefa Scherensa. Mistrzem globu był również w 1948 i 1953. Drugie miejsce zajmował w 1937, 1950, 1954 i 1957, a trzeci był w 1946, 1949 i 1955.